# 横山白虹
横山 白虹（よこやま　はっこう、1889年(明治22年)11月8日 - 1983年(昭和58年)11月18日）は、俳人、外科医。本名は健夫（たけお）。

## 生涯
東京府生まれ。本籍地は山口県大津郡深川町（現・長門市）。父は評論家・ジャーナリストの横山健堂（本名健三）、母は菊子で、長男として生まれる。東京府立一中、一高を経て九州帝国大学医学部を卒業。
九州帝国大学医学部講師、三好中央病院長、日炭高松病院長を歴任の後、小倉市（現北九州市）で横山外科病院を設立。1930年1月、俳人仲間の美都代と結婚。美津代は次女郁子出産後、産褥熱で死去。1938年、周囲の反対を押し切って房子と再婚。1946年、病院が焼失。1947年小倉市議会議員当選、のち同議長。全国市議長会副議長を歴任。北九州市誕生と同時に北九州市文化連盟会長。長男は高分子化学者の横山哲夫（長崎大学工学部教授、第11代長崎大学学長）、四女に寺井谷子（現代俳句協会副会長）。
俳句は中学時代の1922年（大正11年）からはじめ、大学で九大俳句会を設立、また吉岡禅寺洞の「天の川」に投句する。1927年より「天の川」編集長となり、新興俳句運動の推進に努める。1933年「傘火」に参加。1934年、小倉市にて横山外科病院を開設。1937年「自鳴鐘」（とけい）を創刊、主宰。
同誌は1939年に戦時の用紙統制令によって1939年6・7月合併号で休刊するが、戦後1948年に「自鳴鐘」（じめいしょう）として復刊した。「復刊の辞」には、「叛逆的精神は純情孤高の精神に通ずる。自鳴鐘に拠る人々は此精神を以て結ばれ此精神に殉ずるであらう」とある。
1952年、山口誓子の「天狼」同人。1973年現代俳句協会会長に就任、1983年の死去まで協会の発展に尽くした。ほかにも小倉市議会議長、九州市文化連盟会長などの要職を歴任し多彩な交流があった。1983年11月18日死去、94歳。
句集に『海堡』（1938年、沙羅書房）、『空港』（1974年、牧羊社）、『旅程』（1980年、現代俳句協会）、『横山白虹全句集』（1985年、沖積舎）がある。研究資料として「横山白虹研究」（「現代俳句」1979年2月号）。
句碑は「和布刈る神の五百段ぬれてくらし」（門司港駅前）などがある。
代表句に「ラガー等のそのかちうたのみじかけれ」「雪霏々と舷梯のぼる眸ぬれたり」「よろけやみあの世の螢手にともす」(いずれも「海堡」)
また「天の川」の俳人仲間であり患者でもあった芝不器男が夭折した折には遺句集を編んだ（1934年）。